# コンサート・ホール・ソサエティ
コンサート・ホール・ソサエティ（Concert Hall Society）は、戦後アメリカに設立され、ヨーロッパ、日本に進出して1970年代半ばまで活動したレコードの通信販売会社。クラシックを中心に、豊富な音源と会員制の廉価販売というコンセプトで、一時は世界最大の規模にまで成長した。

## 沿革
1946年、デヴィッドとサミュエルのジョセフォヴィッツ兄弟が中心となりニューヨークで創業。デヴィッドは指揮者、ヴァイオリニストとしても知られ、ロンドンの王立音楽院には彼の名を冠する演奏ホールがある。1950年代にアメリカにおいて上述の販売戦略で成功を収め、子会社としてミュージカル・マスターピース・ソサエティを設立しヨーロッパに進出する。ヨーロッパではオランダやスイスに拠点を置き、独自に収録活動を展開、またクラシックのみならず、ジャズやポピュラー・ミュージックの分野にも進出した。その後は業績が伸びず、1970年代半ばに活動を停止した。

## 日本での活動
1962年に通販会社日本メール・オーダーと提携し、通信販売を開始。当時のクラシック・ブームと活発な営業活動があいまって多くの会員を集めるが、親会社と同時期に営業不振に陥り販売を中止した。

## アーティスト等
指揮者としてシャルル・ミュンシュ、ピエール・モントゥー、ピアニストとしてリリー・クラウス、ヴラド・ペルルミュテール、ヴァイオリニストとしてダヴィッド・オイストラフ等、著名な演奏家の音源も多かったが、日本では知られていない演奏家や、明らかに幽霊オーケストラと思われるものもあった。また指揮者のワルター・ゲールのようにこのレーベルによって名を知られたアーティストもいる。カール・シューリヒト指揮ハーグ・レジデンティ管弦楽団のブルックナー「交響曲第7番」やピエール・ブーレーズ指揮フランス国立放送管弦楽団のストラヴィンスキー「春の祭典」等、名盤も多数ある。ただ音質としては、残響が少なく腰が弱いという評価が一般的であった。ミュンシュ、モントゥーをはじめ、コンサート・ホール・ソサエティ原盤による演奏の復刻盤がナクソス、日本コロムビア等からリリースされているが、同社の膨大な収録のごく一部に過ぎず、ほとんどの音源は入手困難となっている。